# Dicologlossa cuneata
Dicologlossa cuneata är en fiskart som först beskrevs av Moreau, 1881.  Dicologlossa cuneata ingår i släktet Dicologlossa och familjen tungefiskar. IUCN kategoriserar arten globalt som livskraftig. Inga underarter finns listade i Catalogue of Life.